# Portrait de Berthe Morisot étendue
Le Portrait de Berthe Morisot étendue est un tableau réalisé par le peintre français Édouard Manet en 1873. Cette huile sur toile est un portrait en buste de sa consœur Berthe Morisot devant un fond rouge foncé. Fragment recadré d'une composition montrant initialement la jeune femme étendue sur un canapé, elle est conservée au musée Marmottan Monet, à Paris, depuis un legs en 1993.